# 메이노하마역
메이노하마역(일본어: 姪浜駅, めいのはまえき)은 일본 후쿠오카현 후쿠오카시 니시구에 위치한 철도역이다.
후쿠오카 시 교통국과 규슈 여객철도(JR 규슈)의 공동 사용역으로 후쿠오카 시 교통국이 관할하는 철도역이다. 쾌속이 평일과 휴일 모두 정차한다.

## 타는 곳
| 1   | ■ 공항선    | 니시진·덴진·하카타·후쿠오카 공항 방면 (지쿠히 선에서부터 온 열차가 정차함)         |
| 2·3 | ■ 공항선    | 니시진·덴진·하카타·후쿠오카 공항 방면 ■ 하코자키 선 가이즈카 방면 (당역 시발 열차) |
| 4   | ■ 지쿠히 선 | 지쿠젠마에바루·지쿠젠후카에·가라쓰·니시카라쓰 방면                                 |

## 역세권 정보
고층 아파트가 줄지어 선 주택가이다. 역 앞에는 버스터미널이 있어, 많은 버스가 발착하고 있다.
- 니시 구청(區廳)
- 메이노하마 나들목(후쿠오카 고속 도로 1호선)
- 하카타 만

## 역사
- 1925년 4월 15일: 영업 개시.
- 1937년 10월 1일: 국유화됨.
- 1983년 3월 22일:
  - 지쿠히 선이 전철화됨, 하카타 ~ 메이노하마 구간이 폐지됨.
  - 지하철 공항선이 개통함, 일본국유철도가 역 업무를 후쿠오카 시 교통국에 이관함.

## 인접역
| 후쿠오카 시 교통국 ■ 지하철 공항선 규슈 여객철도 ■ 지쿠히 선 | 후쿠오카 시 교통국 ■ 지하철 공항선 규슈 여객철도 ■ 지쿠히 선 | 후쿠오카 시 교통국 ■ 지하철 공항선 규슈 여객철도 ■ 지쿠히 선 |
| ------------------------------------------------------------ | ------------------------------------------------------------ | ------------------------------------------------------------ |
| 지쿠젠마에바루 가라쓰 방면                                   | 쾌속 (토요일, 일요일, 휴일)                                  | 무로미 후쿠오카 공항 방면                                    |
| 지쿠젠마에바루 가라쓰 방면                                   | 쾌속(평일)/보통                                              | 무로미 후쿠오카 공항 방면                                    |